# Fluwoksamina
Fluwoksamina (łac. fluvoxaminum) – organiczny związek chemiczny z grupy oksymów. Jest pierwszym na świecie lekiem przeciwdepresyjnym z grupy SSRI, silnym i wybiórczym inhibitorem wychwytu zwrotnego serotoniny. W dawkach terapeutycznych nie wywiera istotnego wpływu na układ dopaminergiczny i noradrenergiczny, nie działa również cholinolitycznie. Jest silnym agonistą receptorów σ.
Związek został zsyntetyzowany w 1971 roku przez laboratoria firmy Duphar, jednak do lecznictwa wprowadzony dopiero w 1983 roku przez koncern Solvay. Pierwszym krajem który zarejestrował preparat (maleinian fluwoksaminy) była Szwajcaria.

## Mechanizm działania
Mechanizm działania farmakologicznego fluwoksaminy (i innych leków z grupy SSRI) polega na hamowaniu zwrotnego wychwytu serotoniny przez blokowanie transportera serotoniny (SERT).
Fluwoksamina jest także antagonistą receptorów 5-HT1A i 5-HT1C. Wykazuje również silny agonizm wobec receptorów sigma-1 (Ki = 36 nM).

## Metabolizm
Fluwoksamina jest metabolizowana głównie w wątrobie przy udziale izoenzymów cytochromu P450 CYP2D6, CYP1A2 i CYP2C19.

## Wskazania
- depresja endogenna i psychogenna
- zaburzenie obsesyjno-kompulsyjne
- zaburzenia lękowe
- fobia społeczna

## Działania niepożądane
Ze strony układu pokarmowego: zaburzenia łaknienia, mdłości, bóle brzucha, biegunka, zaparcia. Ze strony układu nerwowego: niepokój, rozdrażnienie, senność, ból głowy. Inne: nadmierne pocenie, wzrost lub ubytek masy ciała, zaburzenia seksualne.
Możliwe jest również wystąpienie PSSD, jednak ryzyko wystąpienia tego zespołu ocenia się jako najmniejsze dla fluwoksaminy w porównaniu z innymi preparatami tej grupy.

## Dawkowanie
W leczeniu depresji dawka dobowa mieści się w przedziale 100–300 mg, leczenie rozpoczyna się od 100 mg.

## Dostępne preparaty – Polska
- Fevarin tabl. powl. 0,05 g i 0,1 g (maleinianu fluwoksaminy)